# تصادف رادیولوژیک لیا
حادثه رادیولوژیک لیا در ۲ دسامبر ۲۰۰۱ با کشف دو منبع تشعشع رها شده در نزدیکی سد انگوری در ناحیه تسالنجیخا در کشور گرجستان آغاز شد. سه روستایی اهل لیا ناخودآگاه در اثر این حادثه مسموم شدند که یکی از آنها در نهایت جان باخت. این حادثه در نتیجه تشعشعات حاصل از ژنراتور ترموالکتریک (RTG) و بدون برچسب رادیو ایزوتوپ رخ داد که به‌طور نامناسبی رها شده و از دوران حاکمیت شوروی به جا مانده بود. آژانس بین‌المللی انرژی اتمی (IAEA) عملیات بازیابی و مراقبت‌های پزشکی پس از حادثه را سازمان دهی کرد.

## منبع مواد رادیواکتیو

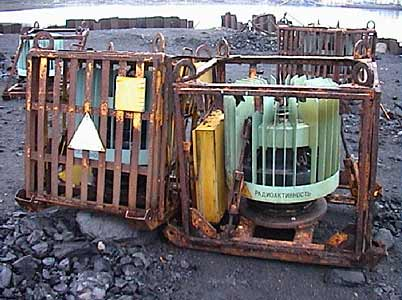
RTGها با استرانسیوم-۹۰، در حالت پوسیده رها شده. این تصویر مشابه آنهایی است که حادثه لیا را رقم زد؛ با این تفاوت که، منابع Lia RTG تنها چیزی که باقی مانده بود خود هسته بود و قاب فولادی یا پره‌های حرارتی نداشت. هسته نیز بدون علامت بود، که یک استوانه فلزی مایل به خاکستری بوده و مواد رادیواکتیو را درون خود نگه می‌داشت.

در اوایل دهه ۱۹۸۰، یک سری رله رادیویی برای اتصال سد انگوری به سد هودونی که در آن زمان در حال احداث بود ایجاد شدند. رله‌ها در قلمروی دورافتاده و بدون دسترسی قابل اعتماد به برق قرار داشتند و با یک سری هشتایی ژنراتور ترموالکتریک رادیوایزوتوپ (RTG) تولید شده در سال ۱۹۸۳ تغذیه می‌شدند. هر RTG از نوع Beta-M بود که از استرانسیوم-۹۰ نیرو می‌گرفت و حاوی ۱۲۹۵ – ۱۴۸۰ ترابایت رادیواکتیویته بود. ساخت سد هودونی با نزدیک شدن به استقلال گرجستان از اتحاد جماهیر شوروی متوقف شد. ایستگاه‌ها و RTGهای آن در همان مکان رها و در نهایت برچیده شدند. برخی از RTGها نیز در آن زمان گم شدند. دو مورد در سال ۱۹۹۸ دوباره کشف شدند که منجر به هیچ آسیبی نشدند. دو مورد دیگر هم در سال ۱۹۹۹ یافت شد و که آنها هم منجر به آسیب دیدگی یا قرار گرفتن در معرض پرتوهای قابل توجهی نشدند. دو مورد دیگر در سال ۲۰۰۱ کشف شدند که منجر به حادثه شد. دو منبع دیگر هنوز نامشخص و مفقود هستند. منابع هیچ‌یک علامت گذاری نشده بودند و از محفظه ژنراتور هم جدا شده و رها شده بودند. هریک از این منابع نسبت به اندازه خود سنگین بودند، وزن آنها ۸–۱۰ کیلوگرم (۱۸–۲۲ پوند) بود با وجود اینکه ابعادشان فقط ۱۰ در ۱۵ سانتیمتر (۳٫۹ در ۵٫۹ اینچ) بود. پس از بازیابی، مشخص شد که تشعشعات ساطع شده از سطح منابع ۴٫۶ سیورت (Sv) در ساعت است. دوز 5 Sv کاملاً جذب کل بدن می‌شود و ۵۰ درصد احتمال مسمومیت کشنده را به دنبال دارد. خروجی دوز اولیه در زمان ساخت آنها بسیار بیشتر بود، اما این خروجی از زمان ساخت تا زمان کشف آنها به دلیل واپاشی رادیواکتیو ۴۰ درصد کاهش یافته بود؛ بنابراین دوز واقعی دریافتی در هر ساعت کمتر از آنچه برای مسمویت حاد تشعشعی لازم است سنجیده شد مگر اینکه فرد به طور فیزیکی منبع را لمس کند، زیرا طبق قانون مربع معکوس، تابش با افزایش فاصله در هوا رقیق شده و کاهش می‌یابد.

## تصادف
سه مرد از لیا (که بعداً توسط آژانس بین‌المللی انرژی اتمی به عنوان بیماران (2-DN-1، MG-3 ،MB) کد شدند. ۴۵–۵۰ کیلومتر (۲۸–۳۱ مایل) رانندگی کرده بودند. به جنگلی مشرف به مخزن سد انگوری رسیده و برای جمع‌آوری هیزم و ایجاد کمپ در طبیعت تلاش می‌کردند. آنها در یک جاده تقریباً صعب العبور و در هوای برفی زمستانی رانندگی و سپس پیاده‌روی کرده و حدود ساعت ۶ بعد از ظهر دو منبع را کشف کردند. در اطراف منبع‌ها به شعاع حدود ۱ متر (۳٫۳ فوت) برف دیده نمی‌شد و از زمین بخار برمی‌خاست. بیمار DN-1 یکی از آنها را برداشت و بلافاصله آن را انداخت، زیرا بسیار گرم بود. گردشگران تصمیم گرفتند از منطقه عقب‌نشینی کنند اما خیلی دیر شده بود و مجبور به ایجاد کمپ شبانه بودند. به همین علت آنها متوجه فایده ظاهری دستگاه‌ها به عنوان منابع گرما برای کمپ شبانه خود شدند، تصمیم گرفتند منابع را به فاصله کوتاهی جابجا کنند و در اطراف آنها اردو بزنند. بیمار MB-3 از یک سیم محکم برای برداشتن یک منبع استفاده کرد و آن را به یک مکان صخره‌ای برد که بتواند در کنار صخره سرپناهی ایجاد کند. دو بیمار دیگر آتش روشن کردند و سپس 3-MB و 2-MG با همکاری منبع دیگر را نیز به زیر همان صخره ای که در آنجا سرپناه به پا کرده بودند منتقل کردند. آنها باهم شام خوردند و مقدار کمی ودکا نوشیدند، برای شب در نزدیکی منابع ماندند. علیرغم مصرف مقدار کمی الکل، همه آنها بلافاصله پس از مصرف آن استفراغ کردند، اولین علامت سندرم تشعشع حاد (ARS) حدود سه ساعت پس از اولین قرار گرفتن در معرض تابش. حالت تهوع و استفراغ شدید بود و در طول شب ادامه داشت و منجر به کم خوابی آنها شد. گردشگران از منابع برای گرم نگه داشتن کمپ در طول شب استفاده کردند و آنها را در پشت جانپناهشان قرار داده بودند بطوری که فاصله آنها از منابع تا ۱۰ سانتیمتر (۳٫۹ اینچ) تخمین زده شد. روز بعد،1-DN و 2-MG منابع را از پشت کوله خودشان آویزان کردند تا پس از جمع‌آوری چوب آنها را نیز در کامیونشان بار بزنند و با خود ببرند. همه آنها بیان کردند، از آنجایی که صبح بسیار خسته و دچار ضعف بودند، توانستند فقط نیمی از چوبی را که در نظر داشتند بار کنند. عصر همان روز به خانه برگشتند.

## عواقب

### پزشکی
دو روز پس از قرار گرفتن در معرض، در ۴ دسامبر، بیمار 2-MG به یک پزشک محلی مراجعه کرد اما چیزی در مورد منبع گرمایش مرموز ذکر نکرد و پزشک تصور کرد که او دچار مسمویت متانول شده است و بهمین علت درمان به دست آمده علائم را برطرف نکرد. در ۱۵ دسامبر، بیماران 1-DN و 2-MG دچار سوزش و خارش در قسمت پشت خود شدند، یعنی نزدیکترین نقطه ای که در معرض منبع تشعشع قرار گرفته بود. تا آن روز بیمار 1-DN صدای خود را نیز از دست داده بود اما با تصور سرماخوردگی به دنبال مراقبت پزشکی نرفته بود. همسر بیمار 3-MB و برادر بیمار 2-MG متوجه شدند که هر سه مرد با علائم مشابه، از جمله پوسته پوسته شدن بدن در ناحیه کمر بیمار شده‌اند. آنها به پلیس مراجعه کردند و پلیس پیشنهاد کرد که هر سه مرد به دنبال مراقبت‌های پزشکی باشند. هر سه بیمار در نهایت در ۲۲ دسامبر در بیمارستان بستری شدند و مشخص شد که به ARS مبتلا هستند. بیمار 3-MB در ۲۳ ژانویه ۲۰۰۲ مرخص شد، زیرا مسمومیت او خفیف بود. وضعیت دو بیمار دیگر وخیم شد و دولت گرجستان از آژانس بین‌المللی انرژی اتمی برای درمان آنها درخواست کمک کرد. با مداخله آژانس بیمار 1-DN به مرکز بیوفیزیک پزشکی فدرال Burnasyan در مسکو و بیمار 2-MG به بیمارستان نظامی پرسی در پاریس فرستاده شدند. بیمار 2-MG بیش از یک سال در بیمارستان بستری بود و به پیوندهای پوستی گسترده نیاز داشت، اما زنده ماند و در ۱۸ مارس ۲۰۰۳ مرخص شد. جراحات بیمار 1-DN باقی ماند. او بیشترین تابش را در کمر، قلب و اندام‌های حیاتیش دریافت کرده بود. یک زخم تشعشعی بزرگ در قسمت بالای کمر و سمت چپ او ایجاد شد، همچنین در کف دستش یک سوختگی تشعشعی حاد داشت. با وجود مراقبت‌های ویژه، آنتی‌بیوتیک‌های مکرر، جراحی‌های متعدد و تلاش برای پیوند پوست، زخم بهبود نیافت. وضعیت او به دلیل پنومونی پیچیده‌تر شد و درمان نتوانست از آسیب بیشتر ریه جلوگیری کند. او همچنین به سپسیس نیز مبتلا شد و در ۱۳ مه ۲۰۰۴، ۸۹۳ روز پس از اولین تماس، بر اثر نارسایی‌های گسترده قلبی، ریوی و کبدی درگذشت.

### دوزها
دوزهای پرتو به روش‌های مختلف تخمین زده شد، اما واضح بود که بیمار 2-MG بیشترین دوز را دریافت کرده. توضیح اینکه دوز ۱۰ گری برای کل بدن ۹۹٪، دوز ۶ گری ۵۰٪ و دوز ۲ گری ۵٪ حتی با وجود درمان منظم کشنده خواهند بود. دوزهای موضعی، به ویژه در مواردی که بیماران از زخم تشعشع رنج می‌برند، ممکن است با درصد بسیار بالا کشنده باشد. بیمار 1-DN، با دریافت دوز تابش قابل توجه موضعی (از ناحیه دستی که با آن منبع را برداشته بود) و همچنین دوز تخمینی بین ۲٫۸ تا ۵٫۴ گری برای کل بدن و ۲۱–۳۷ گری برای پشت کتف در نهایت در اثر این حادثه فوت کرد. در جدول زیر، مقداری عدم قطعیت در اندازه‌گیری‌ها وجود دارد. این مقادیر نزدیک به دوزهای تعیین شده توسط اندازه‌گیری انحرافات کروموزومی است که از نمونه‌های خون آنالیز شده توسط آزمایشگاه سیتوژنتیک جورجیا به دست آمده. همچنین شامل دوزهای محاسبه شده با آشکارساز است. هیچ فرد دیگری در منطقه پیدا نشد که در معرض قرار گرفته باشد.
| منبع برآورد                                | بیمار | بیمار | بیمار |
| منبع برآورد                                | 1-DN  | 2-MG  | BM-3  |
| ------------------------------------------ | ----- | ----- | ----- |
| محاسبه شده، منحنی کالیبراسیون              | ۳٫۱   | ۴٫۴   | ۱٫۳   |
| محاسبه شده، روش دلفین                      | ۵٫۴   | ۵٫۷   | ۱٫۹   |
| اندازه‌گیری شده، آزمایشگاه سیتوژنتیک جورجیا | ۲٫۸   | ۳٫۳   | ۱٫۲   |
| اندازه‌گیری شده، روش دلفین سیتوژنتیک جورجیا | ۳٫۰   | ۴٫۳   | ۲٫۳   |

### بازیابی منبع
یک روز پس از بستری شدن بیماران در بیمارستان، مقامات گرجستان تلاش کردند منابع مشکوک تشعشع را پیدا کنند، اما هوای بد مانع از رسیدن آنها به محل شد. در ۲۹ دسامبر آنها جستجو را دوباره آغاز کردند و مکان دقیق منابع مشخص و از منطقه فیلمبرداری شد. در ۴ ژانویه ۲۰۰۲، دولت گرجستان از آژانس بین‌المللی انرژی اتمی درخواست کمک کرد. اولین تلاش برای بازیابی منابع دو روز بعد انجام شد، اما دوباره به دلیل مشکلات آب و هوایی عملیات متوقف شد. سپس یک تیم از کارشناسان آژانس برای تعیین بهترین روش بازیابی و حقیقت یابی در مورد ماهیت آنها تشکیل و دوباره مأموریت بازیابی را آغاز کردند. کانتینری با حداکثر ایمنی تجهیز شد که از نشر پرتو و مواد رادیواکتیو در همه شرایط جلوگیری می‌کرد. پس از بررسی منابع مشخص شد که بیش از یک دهه پس از رها شدن در جنگل پوشش آنها همچنان سالم است و هیچ ماده رادیواکتیوی از آنها منتشر نشده و تنها تشعشع تشعشعات یونیزان به صورت موضعی از آنها ساطع می‌گردد. به همین دلیل، آژانس بین‌المللی انرژی اتمی برای بازیابی منابع در نظر داشت تا آب شدن برفها و فرا رسیدن بهاره صبر کند، اما نگرانی ساکنان منطقه و دولت گرجستان، کارشناسان آژانس را بر آن داشت تا برای احیای زودهنگام منابع تلاش کند. یک مأموریت بازیابی تاکتیکی دشوار در ۲ – ۳ فوریه ۲۰۰۲ با موفقیت انجام گرفت. در این مأموریت بازیابی با چالش‌های متعددی روبرو بود که آب و هوای زمستانی بزرگ‌ترین چالش به نظر می‌رسید. روستای پوتسخو اتسری به عنوان پایگاه عملیات مورد استفاده قرار گرفت. کانتینر مخصوص با روکش ۲۵ سانتیمتر (۹٫۸ اینچ) سرب و وزن ۵٫۵ metric ton (۵٫۴ تن بزرگ؛ ۶٫۱ تن کوچک) برای این منظور استفاده گردید. یک کامیون نظامی قدیمی برای حمل کانتینر به منطقه آورده و ابزارهای مخصوص حمل و نقل برای جابجایی منبع و قرار دادن آن در پالت‌های ویژه ایجاد شد. گروهی متشکل از ۴۱ نفر سازماندهی شدند تا به نوبت پالت را حرکت داده و آنرا کنترل کنند و هر نفر با لباس‌های زد تشعشع بیش از ۴۰ ثانیه در نزدیکی پالت سپری نکرد. در نهایت، تنها به ۲۴ نفر نیاز بود تا بیشتر از ۴۰ ثانیه در نزدیکی منابع قرار گیرند و تنها آن ۲۴ نفر علیرقم استفاده از تمام حفاظت قابل دستیابی با لباس‌های ویژه دوزهای قابل توجهی از پرتو یونیزان دریافت کردند. دوز تشعشع دریافتی کارگران تحت نظارت قرار داشت و بالاترین دوز بیش از ۱٫۱۶ mSv، کمتر از ۱۰٪ از دوز سی تی اسکن تمام بدن بود. منابع بازیابی شده و با نظارت پلیس به محل نگهداری دائمی بازگشتند. تنها در بین قرار دادن منابع در کامیون و بستن درب، به دلیل وجود برزنت بر روی کامیون بازتابش پرتو بیشتر از حد انتظار بود. آب و هوای نامساعد مانع از حذف برزنت شد و این پوشش برروی صقف کانتینر تابش را به سمت کارگران منعکس و پراکنده کرد. آژانس همچنین خاطرنشان کرد که طراحی ابزار بهتر و همچنین استفاده از کارگران بیشتر به صورت نوبت کاری این فرایند را سریع‌تر و ایمن‌تر می‌کرد. در مجموع، آژانس بازیابی را موفقیت‌آمیز و بدون هیچ گونه مشکل ایمنی عمده ارزیابی کرد.

## تجزیه و تحلیل

نماد بین‌المللی تشعشعات یونیزان که به‌طور آشکار در منابع یتیم وجود ندارد

گزارش نهایی آژانس بین‌المللی انرژی اتمی به این نتیجه رسید که علت تقریبی این سانحه این بوده است که منابع بدون علامت و بدون برچسب بوده‌اند و حتی باوجود برچسب هم افراد زیادی ممکن است معنای برچسب را درک نکنند لذا رها کردن این منابع آن هم در یک منطقه عمومی و حفاظت نشده از هر لحاظ محکوم است. این گزارش بر اهمیت کسب دانش اولیه آسیب‌شناسی تشعشع توسط پزشکان تأکید می‌کند و خواستار افزایش برنامه‌هایی برای آگاه کردن آنها از نشانه‌های بلقوه مسمومیت پرتوی است. پزشک اولیه که بیمار 2-MG را درمان کرد، آسیب را به‌طور دقیق ارزیابی نکرده بود و تا حدی به دلیل عدم برخورداری از دانش کافی در خصوص مسمومیت تشعشعی نتوانست درمان مناسب در نظر گرفته و همین امر باعث شد درمان برای تقریباً سه هفته به تأخیر بیوفتد.
بین فروپاشی اتحاد جماهیر شوروی در سال ۱۹۹۱ تا ۲۰۰۶، آژانس حدود ۳۰۰ منبع رها شده در گرجستان را بازیابی کرده که بسیاری از آنها در سایت‌های صنعتی و نظامی سابق که در فروپاشی اتحاد جماهیر شوروی بحال خود رها شده بودند، قرار داشت و بسیاری دیگر نیز در مناطق عمومی رها شده یا گم شده بودند.